# Penopus
Penopus is een geslacht van straalvinnige vissen uit de familie van naaldvissen (Ophidiidae). Het geslacht is voor het eerst wetenschappelijk beschreven in 1896 door Goode & Bean.

## Soorten
- Penopus microphthalmus (Vaillant, 1888)
- Penopus japonicus Nielsen & Ohashi, 2011